# Carl Sattler
 (janvier 2024).
Carl Sattler (né le 6 novembre 1877 à Florence, en Italie sous le nom de Carlo Sattler ; † le 13 janvier 1966 à Munich) est un architecte et professeur d'université allemand. Il est le fils du peintre Ernst Sattler (1840-1923) et le frère de la sculptrice Irene Sattler. 

## Biographie
Carl Sattler étudie l'architecture à l'Université technique de Dresde de 1896 à 1898, auprès de Paul Wallot et Cornelius Gurlitt entre autres. Il travaille ensuite pour son beau-père Adolf von Hildebrand à Munich et Florence jusqu'en 1906. Il travaille ensuite dans son propre bureau d'architecture à Munich. Pendant la République soviétique de Munich, Sattler est membre du Conseil des artistes. 
De 1925 à 1933, Sattler est directeur de l'École des arts appliqués de Munich en tant que successeur de Richard Riemerschmid. Après la Seconde Guerre mondiale, il est président de l'Académie des beaux-arts de Munich de 1946 à 1947.
Sattler construit plusieurs bâtiments pour la Société Kaiser-Wilhelm.
Son fils Dieter Sattler (1906-1968) est également architecte et homme politique culturel. Son petit-fils Christoph Sattler (* 1938) est cofondateur du cabinet d'architectes Hilmer & Sattler et Albrecht. Lorsque Dieter Sattler joue un rôle clé dans la fondation de l'Académie bavaroise des beaux-arts, Carl Sattler en devient membre fondateur en 1948.

## Œuvre (sélection)

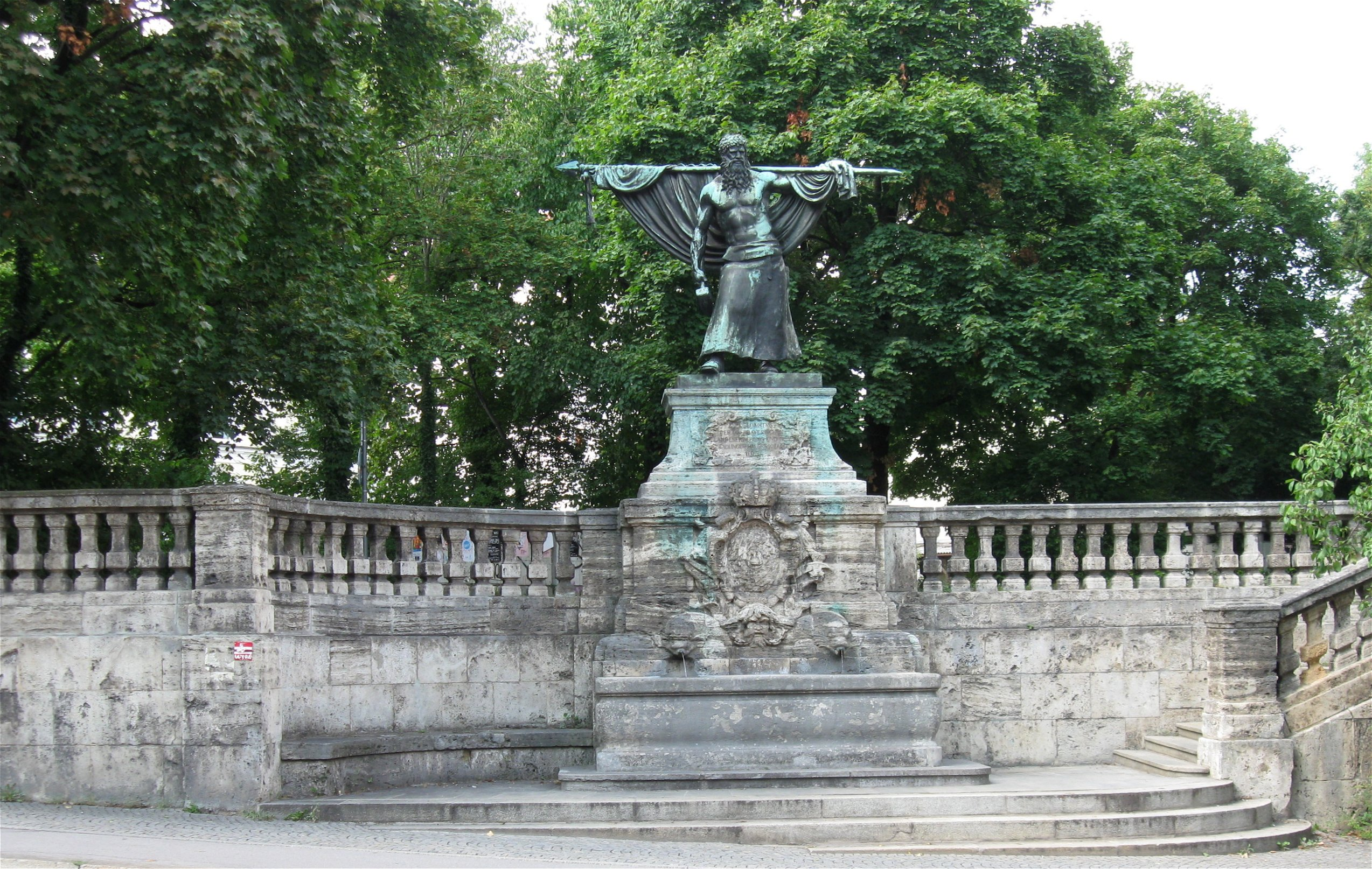
Monument de Schmied von Kochel, à Munich

- 1903-1907 : Fontaine Hubertus à Munich, avec l'architecte Adolf von Hildebrand
- 1906 : Wittelsbacherbrunnen à Eichstätt (avec Irene Georgii-Hildebrand )
- 1906-1911 : monument Schmied von Kochel à Munich - Sendling (statue en bronze du sculpteur Carl Ebbinghaus )
- 1908-1911 : Agrandissement des jardins (avec salle de jardin et bains publics) jusqu'à la Villa Boveri à Baden, Suisse
- 1910-1912 : Villa Loeb avec pavillon de jardin à Munich
- 1910-1911 : grande maison d'hôtes de l'Institut pédagogique de musique et de rythme Émile Jaques-Dalcroze dans la cité-jardin de Hellerau
- 1912 : Château de Hochried à Murnau au bord du lac Staffelsee
- 1913 : Reconstruction et agrandissement de la Haus Riedberg à Garmisch
- 1914-1916 : sanatorium et centre de loisirs d'Elmau (avec Johannes Müller )
- 1914-1926 : Sanatorium Dr. Weidner à Loschwitz
- 1926-1927 : Institut de recherche en anthropologie de la Société Kaiser-Wilhelm à Berlin-Dahlem
- 1927-1928 : Institut allemand de recherche en psychiatrie à Munich, Kraepelinstrasse
- 1928-1929 : Maison Harnack à Berlin-Dahlem
- 1929 : Cliniques neurologiques de la Société Kaiser Wilhelm à Berlin-Buch
- 1929-1930 : Maison étudiante d'Erlangen
- 1938-1941 et 1949-1950 : Banque centrale de l'État de Bavière à Munich
- 1945-1953 : Reconstruction du Palais Porcia pour la Bayerische Vereinsbank de Munich

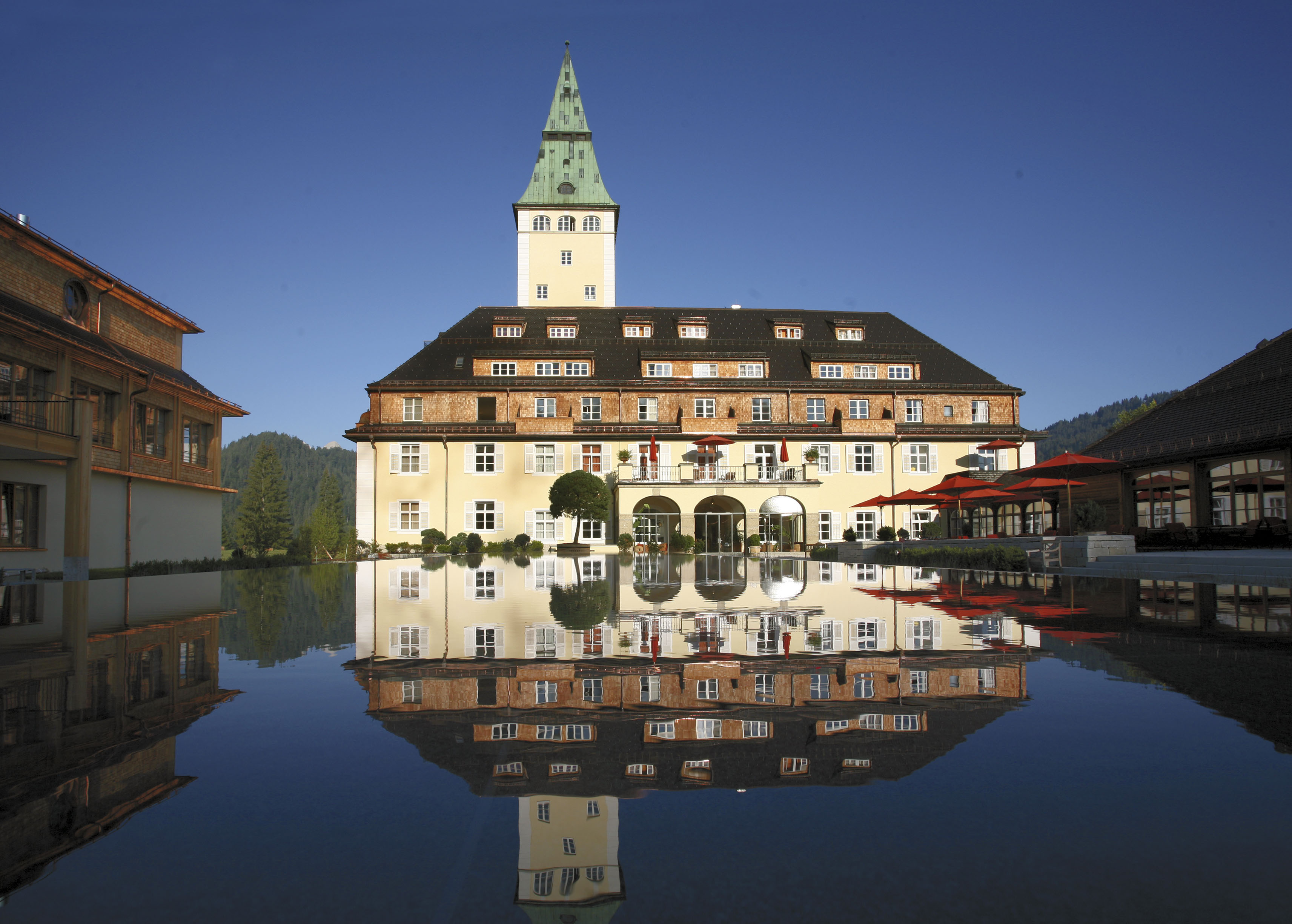
Ancien sanatorium d'Elmau

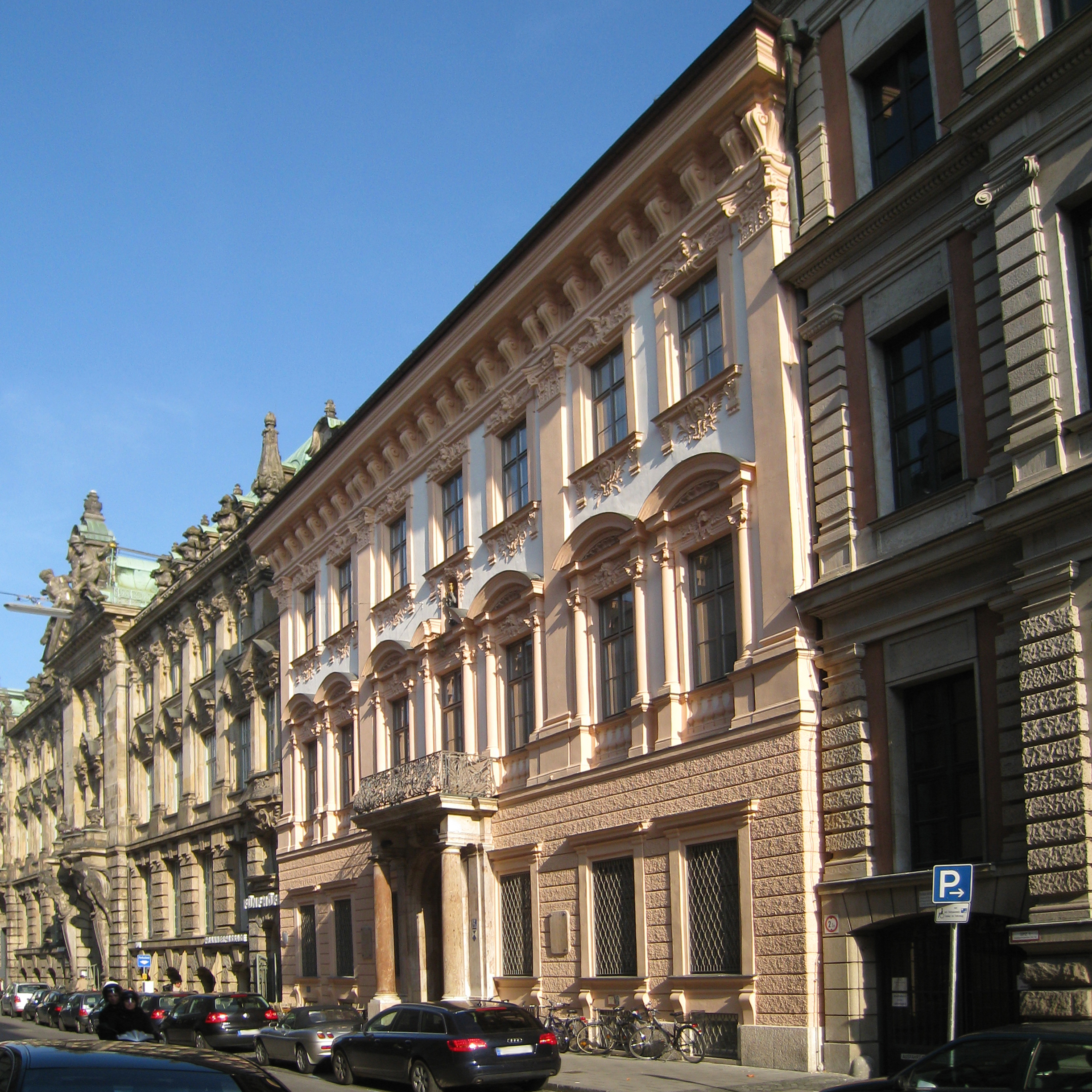
Palais Porcia à Munich

## Distinctions
- 1954 : commandeur de l'ordre du Mérite de la République fédérale d'Allemagne
- 1959 : Ordre bavarois du Mérite